# Elemento pompante
L'elemento pompante serve a regolare la mandata del gasolio agli iniettori. Esso è costituito da un cilindretto a due fori (o luci) e da un pistoncino con scannellatura verticale e scannellatura elicoidale.
La scannellatura verticale serve a mettere a mandata nulla l'elemento pompante, mentre la scannellatura elicoidale serve a regolare la mandata del gasolio agli iniettori. Il pistoncino compie due movimenti: movimento verticale e movimento rotatorio. Il movimento verticale viene dato dall'albero a camme, mentre quello rotatorio è dato dall'asta a cremagliera tramite settore dentato.
Sopra ogni cilindretto vi è una valvola di mandata che serve ad evitare lo svuotamento delle condutture.